# Berg (Svezia)
Berg è un comune svedese di 7 371 abitanti, situato nella contea di Jämtland. Il suo capoluogo è la cittadina di Svenstavik.

## Località
Nel territorio comunale sono comprese le seguenti aree urbane (tätort):
| # | Località   | Popolazione |
| - | ---------- | ----------- |
| 1 | Svenstavik | 948         |
| 2 | Hackås     | 518         |
| 3 | Klövsjö    | 312         |
| 4 | Åsarne     | 271         |
| 5 | Myrviken   | 224         |

## Amministrazione

### Gemellaggi
- Berg (Alta Franconia)